# Novoazovsk
Novoazovsk (em ucraniano:  Новоазовськ, russo:  Новоазовск) é uma cidade da Ucrânia, situada no Oblast de Donetsk. Tem 8 km² de área e sua população em 2020 foi estimada em 11.147 habitantes.